# Бронислав Кнастер
Бронѝслав Кна̀стер (на полски: Bronisław Knaster) е полски математик; от 1939 г. университетски професор в Лвов, от 1945 г. – във Вроцлав.

## Биография
Роден е на 22 май 1893 г. във Варшава. Защитава докторската си степен във Варшавския университет през 1925 година под научното ръководство на Стефан Мазуркевич.
Умира на 3 ноември 1980 г. във Вроцлав.

## Научна дейност
Известен е с работата си в областта на общата топология и в частност с откритието си от 1922 г. на наречения в негова чест континуум на Кнастер. Заедно със своя учител и основоположник на полската математическа школа Хуго Щайнхаус и колегата си Стефан Банах, Кнастер разработва процедура по справедлива подялба (fair cake cutting).
През 1963 година Кнастер е удостоен с държавна награда на „Народна република Полша“.